# Namel Ashdod
Namel Ashdod (hebreiska: נמל אשדוד) är en hamn i Israel.   Den ligger i distriktet Södra distriktet, i den centrala delen av landet.  Runt Namel Ashdod är det tätbefolkat, med 331 invånare per kvadratkilometer. Närmaste större samhälle är Ashdod, 3,9 km söder om Namel Ashdod. 